# Neorhyssemus lineatus
Neorhyssemus lineatus är en skalbaggsart som beskrevs av Gordon och Cartwright 1980. Neorhyssemus lineatus ingår i släktet Neorhyssemus och familjen Aphodiidae. Inga underarter finns listade i Catalogue of Life.